# Пфиффер, Франц Людвиг
Франц Людвиг Пфиффер фон Вигер (нем. Franz Ludwig Pfyffer ; 18 мая 1716, Люцерн — 7 ноября 1802, там же) — швейцарский государственный и военный деятель, топограф и альпинист, генерал-лейтенант французской службы, соучредитель Федерального военного общества.

## Биография
Представитель дворянского рода Пфиффер. 
Потомок Людвига Пфиффера, известного, как «швейцарский король».
В возрасте десяти лет приехал во Францию со своим отцом, капитаном швейцарского полка королевской гвардии. Окончил кадетскую школу в Париже. Во главе полка с 1734 года с отличием провёл кампании во Фландрии и Германии и особенно отличился при осаде Менена, Ипра и Фрибурга, а также во времена Року и Лауфельда. В 1736 году стал преемником отца, служил капитаном и командиром роты во французском швейцарском гвардейском полку фон Эрлаха. Принял участие в войне за польское наследство и Войне за австрийское наследство.

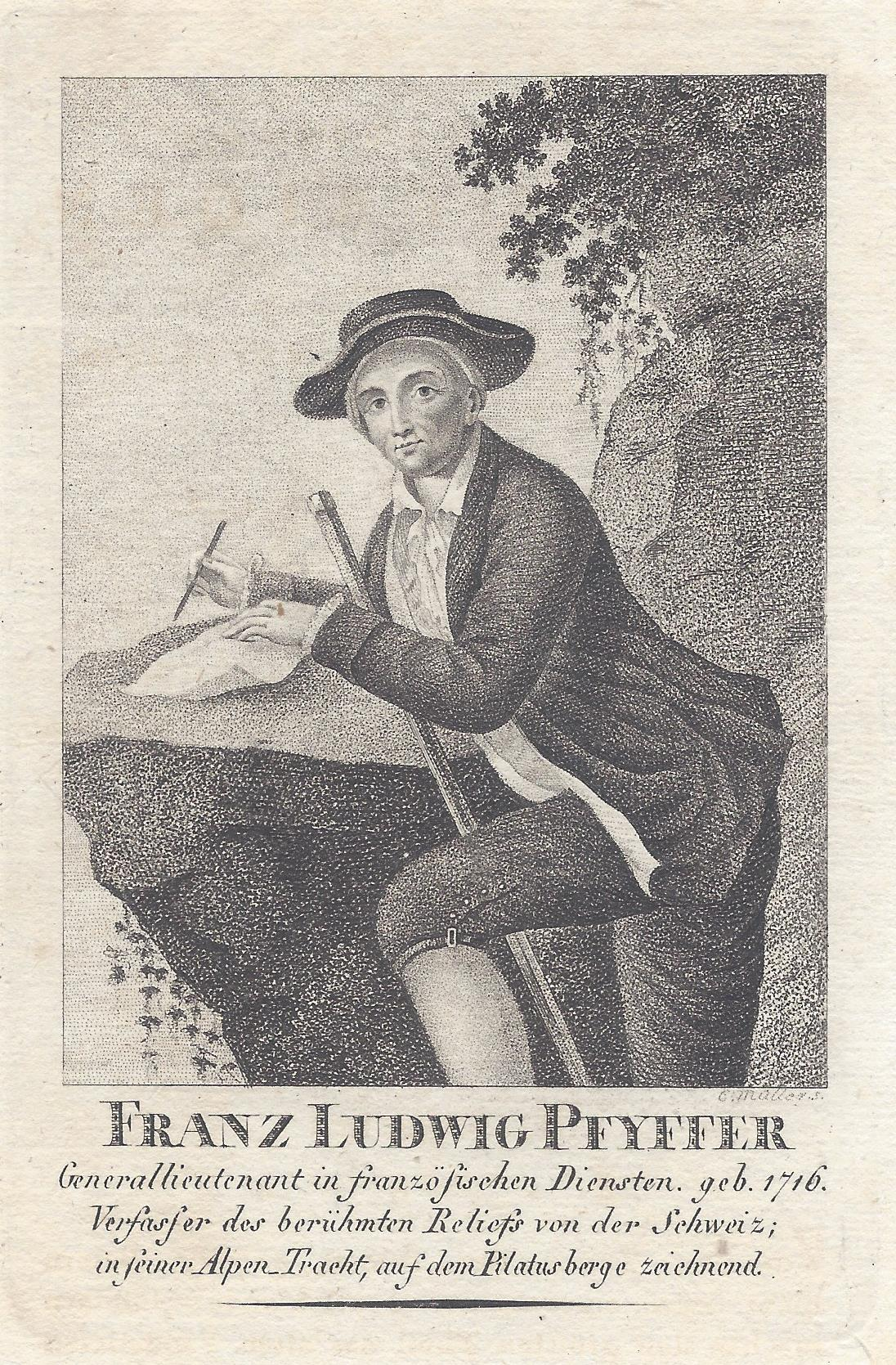
Франц Людвиг Пфиффер фон Вигер рисует на горе Пилатус

В 1752 году стал членом Совета Люцерна, сделал себе имя как организатор дорожной сети Люцерна. В 1763 году ему было разрешено создать полк своего имени, получил чин полковника франко-швейцарского полка фон Зонненберга, стал лагерным маршалом (бригадным генералом), а в 1768 г. — генерал-лейтенантом.
В 1776 году был назначен командующим Сен-Луи. Позже преподавал в Париже модельную и макетную архитектуру.
Во Франции Пфиффер изучал преимущества проектирования и геодезии для нужд артиллерии. Его рельефы использовались французскими генералами в 1799 г. во время горных войн в Швейцарии против австрийских и русских войск.
Выполнил первые в Швейцарии альпийские рельефы: Пилатус (1750 г.) и Центральной Швейцарии (1762—1786 гг.). Использовал методы триангуляции.